# Business Identifier Code
De Business Identifier Code, ook wel Bank Identifier Code, afgekort BIC of BIC code, is een uniek betalingskenmerk van een bank. De code wordt gebruikt bij grensoverschrijdend betalingsverkeer, en is door de Internationale Organisatie voor Standaardisatie gespecificeerd in ISO 9632.
Binnen de meeste landen van Europa is er begin 21ste eeuw overgestapt naar unieke bankrekeningnummers in het IBAN-formaat. Daardoor is het bij een bankoverschrijving naar ander IBAN-rekeningnummer naar binnen- of buitenland niet nodig om aan te geven naar welk land of naar welke bank het bedrag moet worden overgeschreven. Buiten de IBAN-zone zijn bankrekeningnummers echter niet noodzakelijk uniek. Bij een overschrijving naar een dergelijk land is het daardoor noodzakelijk om een identificatiecode mee te geven van de bank waar het geld naartoe moet. Deze identificatiecode is de BIC. De BIC bestaat uit acht tot elf tekens en is per bank verschillend. Een bank kan meerdere BIC-codes hebben, voor verschillende filialen. 
Een andere, al wat oudere aanduiding voor hetzelfde begrip is SWIFT-adres. Deze naam verwijst naar de organisatie waar BIC's worden geregistreerd: SWIFT.

## Structuur
De BIC heeft een lengte van acht of elf alfanumerieke tekens met de volgende structuur:
BBBBCCLLbbb
of
BBBBCCLL
Deze letters hebben de volgende betekenis:
| code | staat voor                                              | posities               |
| ---- | ------------------------------------------------------- | ---------------------- |
| BBBB | Bankcode, vrij te kiezen door de betreffende instelling | 4 letterposities       |
| CC   | Landcode volgens ISO 3166-1-norm                        | 2 letterposities       |
| LL   | Plaatscode                                              | 2 alfanumerieke tekens |
| bbb  | Filiaal- of afdelingsnummer (optioneel)                 | 3 alfanumerieke tekens |

De eerste drie elementen zijn verplicht.
Het filiaal- of afdelingsnummer mag worden weggelaten; in standaardaanduidingen (waarbij verwijzing naar een filiaal of afdeling niet aan de orde is) wordt het vervangen door XXX.

## Voorbeelden
Onderstaande voorbeelden illustreren hoe een BIC-code eruit zou kunnen zien. 
- ABN AMRO Bank N.V.: ABNANL2A

- Belfius: GKCCBEBB
- BNP Paribas Fortis: GEBABEBB36A
- ING Bank: INGBNL2A

## Trivia
- In het IBAN is een bankcode opgenomen. Dat is echter niet de BIC. In Nederlandse IBAN's is de bankcode gelijk aan de eerste vier posities van de BIC. Voor Belgische rekeningnummers is de bankcode de eerste 3 cijfers na de BExx prefix.
- Voor de meeste Belgische banken is de plaatscode BB.